# مارغريت شيريدان
مارغريت شيريدان (بالإنجليزية: Margaret Sheridan)‏ هي ممثلة أمريكية، ولدت في 29 أكتوبر 1926 بلوس أنجلوس في الولايات المتحدة، وتوفيت في 1 مايو 1982 بأورانج في الولايات المتحدة بسبب سرطان الرئة.

## وصلات خارجية
- مارغريت شيريدان على موقع IMDb (الإنجليزية)
- مارغريت شيريدان على موقع ألو سيني (الفرنسية)
- مارغريت شيريدان على موقع تيرنر كلاسيك موفيز (الإنجليزية)
- مارغريت شيريدان على موقع أول موفي (الإنجليزية)
- مارغريت شيريدان على موقع قاعدة بيانات الأفلام السويدية (السويدية)
- مارغريت شيريدان على موقع قاعدة بيانات الفيلم (الإنجليزية)